# برستال (سافولک)
برستال، سافولک (انگلیسی: Burstall, Suffolk)  روستا و محله‌ای مدنی است که در سافولک ، انگلستان واقع شده‌و بخشی از ناحیه بابرگ است.